# Johann Samuel Luppe
Johann Samuel Luppe (latinisiert auch Luppius; * 8. Januar 1685 in Delitzsch; † 4. April 1742 ebenda) war deutscher evangelischer Theologe und Superintendent von Jessen (Elster). Bekannt ist er vor allem für seine zahlreichen theologischen Schriften, insbesondere Theophaneias veterum.

## Leben
Geboren wurde Johann Samuel Luppe in Delitzsch als Sohn des Bürgers Johann Gottfried Luppe und dessen Ehefrau Maria Luppe (geb. Kopf). Nach einer schulischen Ausbildung in Schulpforta begab er sich 1704 an die Universität Wittenberg, wo er bis 1721 Theologie und Philosophie studierte. Bereits 1706 begann er jedoch zu promovieren und wurde 1708 zum Magister legens ernannt, 1712 zum Adjunkten der philosophischen Fakultät, 1713 zum Kandidaten der Theologie. Er amtierte 1718 als Dekan der philosophischen Fakultät. 1720 trat er eine Pastorenstelle in Apollensdorf an, um kurz darauf 1722 zum jessenschen Superintendenten berufen zu werden.
1732 wurde er mit der Schrift Disp. inaugur. de sanguine Iesu Christi promoviert, wenig später jedoch von einem kleineren Schlaganfall zeitweise an der Ausübung seiner Amtsverrichtungen gehindert. Luppe verstarb 1742 in seiner Geburtsstadt Delitzsch.

## Familie
Johann Samuel Luppe entstammte dem alten Delitzscher Patriziergeschlecht Luppe. Seine Verwandten hatten mehrfach das Amt des Bürgermeisters inne. Der Leipziger Oberstadtschreiber Gregorius Luppe II (1562–1636) war sein Urgroßvater, der Verleger Andreas Luppius sein Onkel. Viele seiner Verwandten waren ebenfalls Theologen, so etwa sein Großvater Gregorius Luppe III (1612–1677), welcher als Pastor in Groß-Kyhna tätig war, ebenso wie sein Onkel Gregorius Luppe IV (1646–1728) als Pastor in Brachstedt.
Seine 1719 in Wittenberg mit der Pastorenwitwe Anna Elisabeth Schwenn (geb. Richter) geschlossene Ehe blieb kinderlos.

## Schriften (Auswahl)
- De hypodematibus Christi , 1706 unter Magister Wilhelm Wilken
- De lino Asmate , 1708 unter Johann Wilhelm von Bergen
- Theophaneias veterum , 1708[1]
- De jure imaginum I , 1711
- De jure imaginum II , 1712
- De illuminatione cordium , 1714 unter  Gottlieb Wernsdorf
- De sepulcro Adami , 1719
- De coronis veterum
- De Transportatoriis, rectilineo, curvilineo et arithmetico
- De Splendoris Saxonici incrementis
- De Licentia: de qaestione: Utrum Christus una sanguinis guttula opus redemtionis perficere potuisset, 1732
- Disp. inaugur. de sanguine Iesu Christi, 1732